# 睫毛盖假冷蕨
睫毛盖假冷蕨（学名：Athyrium schizochlamys），为蹄盖蕨科蹄盖蕨属下的一个植物种。